# Vatútinki
Vatútinki (en ruso: Ватутинки) es una localidad rusa del raión de Léninski, Moscú localizada en el río Desná, a 16 km al suroeste de Moscú. En el 2002, la población era de 9581 habitantes.
En el municipio, se encuentra una base espacial del GRU.